# 150 Nuwa
För andra betydelser, se Nuwa.
150 Nuwa eller 2002 JR70 är en asteroid upptäckt 18 oktober 1875 av den kanadensisk-amerikanske astronomen James Craig Watson i Ann Arbor. Asteroiden har fått sitt namn efter Nüwa inom kinesisk mytologi.
Asteroiden är 12 procent längre än vad den är bred och 4 procent bredare än vad den är tjock.
Ockultationer har observerats flera gånger.